# Pavo Gagulić
Pavo Gagulić (Gradačac, Bosna i Hercegovina, 23. rujna 1974.) bivši je hrvatski političar.

## Politički angažman u Njemačkoj
Osnovnu školu završio je u Gradačcu, te se seli u München, tamo završava srednje obrazovanje. Godine 1990. uključuje se u Hrvatsku demokratsku zajednicu u Münchenu i angažira se na humanitarnim projektima za hrvatske branitelje. Godine 1991. osniva Mladeži HDZ Münchena i Bavarsku koordinaciju. Godine 1993. izabran za potpredsjednika HDZ Bavarske, te za tajnika, pa potom predsjednika Mladeži HDZ-a Njemačke. Kao mladi aktivist uspostavlja suradnju s Junge Union Bavarske (Mladeži CSU-a), te s gradskom organizacijom Kršćansko-socijalne unije u Bavarskoj. Postaje predsjednikom iseljeničke udruge mladih Hrvatski međunarodni zbor mladeži. 

## Djelatnost u Hrvatskoj
Godine 1994. izabran je za predsjednika europske koordinacije Mladeži HDZ-a, na Drugoj Konvenciji MHDZ za člana Predsjedništva te organizacije. 1995. imenovan zamjenikom glavnog tajnika, a na Trećoj Konvenciji izabran za glavnog tajnika organizacije. Bio je organizator tematske kampanje protiv droge, te sudjelovao u prijedlogu za sastavljanje Zakona o studentskom zboru. Na prvim studentskim izborima 1997. bio je voditelj kampanje studentske organizacije Hrvatske akademske zajednice, koja je pobijedila na izborima. Početkom 1997. predsjednik HDZ-a Franjo Tuđman kooptira ga kao vanjskog člana Predsjedništva HDZ-a.

## Lider oporbe u Zagrebu
Bio je gradski zastupnik u Skupštini Grada Zagreba 1997. – 2000., te ponovno 2001. – 2005.
U ožujku 2000. izabran je za tajnika Gradskog odbora HDZ-a. Kao direktor kampanje vodio je stranačku promidžbu za izbore za 17 gradske čevtrti u Zagrebu. održane u prosincu 2000. HDZ tada dobiva iznenađujućih 20,75% glasova. Godine 2002. na izbornoj skupštini osvaja 94% glasova i biva izabran za predsjednika gradske organizacije, te postaje lider oporbe gradonačelniku Milanu Bandiću. U gradskoj skupštini bio je žeštok kritičar njegovog stila upravljanja gradom.
Nakon ponovne pobjede Ive Sanadera za predsjednika HDZ-a u travnju 2002., zbog kritike njegovog stila vođenja, Sanader iste jeseni pokreće stegovni postupak koji završava isključenjem Gagulića iz HDZ-a u studenome 2002. Uoči isključenja, Središnji odbor HDZ zbog potpore Gaguliću raspušta Gradski odbor, te 7 od 17 područnih odbora stranke.